# Orchis fitzii
Orchis fitzii là một loài thực vật có hoa trong họ Lan. Loài này được Hautz. mô tả khoa học đầu tiên năm 1980.